# المستشفى (العرش)

تعديل مصدري - تعديل

حارة المستشفى هي إحدى حارات مدينة ملاح أحد مدن محافظة البيضاء، بلغ تعداد سكانها 193 نسمة حسب تعداد اليمن لعام 2004.